# Yédénou Adjahoui
Yédénou Adjahoui, de son vrai nom Gbehonnon  Medje Kougblenou Akodogbo Yédénou né vers 1930 à Avrankou au Bénin et mort le 11 août 1995, est un artiste compositeur et chanteur Gun originaire d’Avrankou. Il est le créateur de plusieurs rythmes et pratiques artistiques diversifiés.

## Biographie
Yédénou Adjahoui est né à Avrankou vers les années 1930. Issu du quartier de Latchè Houèzounmè, il est le cadet d'une famille de  trois enfants. Le nom Adjahoui vient du mot Gun-gbe Ajaxwi signifiant « tamis ». Tôt les matins, il quitte la maison pour aller jouer, ce qui amenait sa mère à stocker sa nourriture dans ajaxwi avant de se lancer dans les affaires de peur qu'il reste affamé la journée. C'est devenu pour lui un réflexe conditionné, d'où le surnom Adjahoui,.

## Discographie
Adjahoui a connu une ascension notable grâce à des chansons comme Vodungbo asisoè, Tégbésu, Theresa et gbèmanhouefide. Son nom résonne même au-delà des frontières. Le succès sans précédent l'a propulsé au premier rang de la musique traditionnelle béninoise.
Au vu de ces nombreux albums et singles, on peut citer:  
- Avrankou[5];
- Affaire Taigla[6]:
- Go vo tata miyi blèo[7];
- Affaire Dr Vogler[8];
- Gbê man houé fidé[9];
- Adjahoui dé do han dji[10];
- Alodoukpo dranvodoun[11];
- Mèdé man gnon nan mèdé[12];
- Atrihoun[13];
- Ajoto fin gugan[14];
- Gbèmin nonto dé[15];
- Hounon Houézé[16];
- One two three Agogé wè[17];
- Agogo Zinli[18];
- Alafia stores[19];
- Yin non lin gbèmin ho kpon[20];
- Ozèn non yin avalé (Zinli)[21];
- Affaire Soumaila Kassimou[22];
- Atinga vodoun[23];
- Agbégbé kounto[24];
- Agbowèdjèman[25];
- Owo Lifa (Club Dantokpa)[26];
- Min non do ho nougbo[27];
- Min dé to nou dé wa[28];
- Minhé to ahoua do kpé lè[29];
- Adjolohounsu[30];
- Gomanchi[31];
- Joseph KEKE[32];
- Afafa ho zinli[33];
- Ahouan wa houn mlon do gbé vo[34];
- Aholou dè kokpon[35];
- Ala wewe[36];
- Agbégbé (Agbalèhun)[37];
- Aman gbè vudé[38];
- Chief Afolabi[39];
- Chief Afolabi 2[40];
- Agban ékpin houngbo daho[41];
- Dèkpè hado to[42];
- Mon bè jesu[43];
- Adjalonnon wè yin non vè[44];
- Tovi ma mon Tovi gbô[45];
- Adjahoui yi do do to fidé[46];
- Dèpè  non pé alintin ji[47];
- Asiko tè men[48];
- Gbèmin tan vudé[49];
- Yen man singan jodo[50];
- Agbali daho[51];
- Agbalè Akpotinhun[52];
- Gbèmin nonto dé mlon sun jojo[53];
- Agbogbo ja van kun gbé[54];
- Achoke zinli[55];
- Govo tata version 2[56];
- Club Sôlayé de Toubè[57];

## Vie professionnelle
En dehors de la musique, Adjahoui est un artisan. Il fabrique des meubles en raphia, souvent appelés en langue locale  Gun-gbe « Salon Avocè ». Il a également travaillé sur l'extraction du vin de palme à partir du raphia, communément appelé odetan et est le fondateur d'une église de Fa connue sous le nom de Fa Church qui est toujours active aujourd'hui.

## Vie privée et Décès
Adjahoui Yédénou est époux de 16 femmes et père de 46 enfants.  Il meurt le 11 août 1995.

## Hommages
Le 29 janvier 2021, à l'occasion du lancement de la cérémonie Anthologie de la musique béninoise dirigée par Jean-Michel Abimbola, Ministre du tourisme, de la culture et des arts, son parcours dans la musique traditionnelle est immortalisé sur un CD en l'honneur des soixante années d'indépendance du bénin,. On retrouve sur ce CD les œuvres de nombreux autres artistes tels que : Dénagan Janvier Honfo, Zouley Sangaré, Norberka, Anice Pépé, Alokpon, Gbèsso, Ezin Gangnon, Gbèzé, Alèkpéhanhou et Gantindé.
Le 11 août 2022, à la place des fêtes de la commune d’Avrankou, un hommage est rendu à l'artiste à l'occasion d'un concert géant organisé pour célébrer son 27e anniversaire de décès. Une occasion pour huit de ses enfants artistes de le célébrer : Bienvenue Kougblenou alias” Totinmè Tchéffon Adjahoui 2», Vidjanagni Kougblenou alias “Super Adjahoui”, Pascal Kougblenou alias”Totinmè Adjahoui”, Marcellin Y. Kougblenou alias”Dis pour toi Adjahoui”, Toussaint A. Kougblenou alias” Adjahoui Jeune”, Roger Kougblenou alias”Tochèdji Adjahoui”, Sokènou Kougblenou alias”Togbédji Adjahoui” et Pierre T. Kougblenou,,.
L'artiste WP BaBaJèJè lui a également rendu hommage en reprenant sa chanson AFRO MASSÈ,,.